# Dark eyes
Dark eyes is een studioalbum van de Poolse Tomasz Stańko. De muziek bestaat uit Miles Davisachtige rustige trompetklanken met begeleiding van een eveneens rustig spelende band. Het album is opgenomen in de studio La Buissonne in Pernes-les-Fontaines in april 2009. De titel van het album is ontleend aan het schilderij (The dark eyes of) Martha Hirsh van Oskar Kokoschka.  Stanko had voor dit album afscheid genomen van zijn “oude” ensemble en verzamelde nieuwe musici op zich heen. In 2011 toerde hij nog steeds met dit gezelschap.

## Musici
- Tomasz Stańko – trompet
- Alexi Tuomarila – piano
- Jakob Bro – gitaar
- Anders Christensen – contrabas
- Olavi Louhivuori – slagwerk

## Muziek
Alle van Stanko behalve waar vermeld:

| Nr. | Titel                                     | Duur  |
| --- | ----------------------------------------- | ----- |
| 1.  | So nice                                   | 5:52  |
| 2.  | Terminal 7                                | 5:30  |
| 3.  | The dark eyes of Martha Hirsh             | 10:03 |
| 4.  | Grand central                             | 6:25  |
| 5.  | Amsterdam Avenue                          | 6:11  |
| 6.  | Samba Nova (Krzysztof Komeda)             | 9:23  |
| 7.  | Dirge for Europe                          | 5:29  |
| 8.  | May sun                                   | 2:47  |
| 9.  | Last song                                 | 3:58  |
| 10. | Etiuda Baletowna nr. 3 (Krzysztof Komeda) | 5:49  |